# Zardkhāneh
Zardkhāneh (persiska: زردخانه, زَردِه خانِه) är en ort i Iran.   Den ligger i provinsen Östazarbaijan, i den nordvästra delen av landet, 500 km nordväst om huvudstaden Teheran. Zardkhāneh ligger 1 606 meter över havet och antalet invånare är 125.
Terrängen runt Zardkhāneh är kuperad. Runt Zardkhāneh är det ganska glesbefolkat, med 27 invånare per kvadratkilometer. Närmaste större samhälle är Chol Qeshlāqī, 9,1 km söder om Zardkhāneh. Trakten runt Zardkhāneh består i huvudsak av gräsmarker.